# Rosemary (luchadora)
Holly Letkeman (29 de noviembre de 1983) es una luchadora profesional y actriz canadiense que trabaja ahora en Impact Wrestling con el nombre Rosemary.
Dentro de sus logros, está el haber sido Campeona en Parejas de Shimmer con Sara Del Rey y ser Campeona de Knockouts de Impact.

## Carrera

### Carrera temprana
El 30 de enero de 2008, debutó como Casey Maguire en PTW pero fue derrotada por Haley Rogers. Ella estaba programada para tomar la posición de Jennifer Blake como PWX Comisionado, pero su posición fue tomada por "Danger Boy" Derek Wylde de una manera controvertida. Ella pronto comenzó una rivalidad con Haley Rogers mientras formaba equipo con Jennifer Blake contra Haley Rogers y Jade Chung. Durante esta lucha, rompió la nariz de Haley y ella agravó esta lesión.
Durante la primera parte de 2009, compitió en diferentes partidos con Cherry Bomb, Jennifer Blake y Holly Hilton y Amazing Kong. El 29 de noviembre, ganó su primer título como luchadora profesional.

### Impact Wrestling (2016-presente)
En enero de 2016, Letkeman firmó un contrato con Total Nonstop Action Wrestling. El 26 de enero en Impact Wrestling, en el que apareció en el escenario, vestida como una animadora macabra, hablando en acertijos mientras Crazzy Steve y Abyss atacaron a los campeones de The Wolves, formando así el nuevo stable Decay, donde se dio a conocer bajo el nombre de Rosemary.
Después de hacer apariciones esporádicas a lo largo del año, principalmente como valet para Steve y Abyss, en Sacrifice, debutó derrotando a Gail Kim. Esa misma noche, ayudó a Crazzy Steve y Abyss a ganar los Campeonatos Mundiales en Parejas de la TNA. En Slammiversary, ayudó a su equipo a retener sus títulos ante The BroMans. Tras esto, comenzaron una intensa rivalidad entre Decay y The Broken Hardys donde particularmente, se rivalizaría con Rebecca Hardy. Todo terminaría en Bound for Glory, donde Decay perdería los títulos ante The Broken Hardys.
En noviembre, Rosemary empezó una carrera en solitaria para ir por el Campeonato de Knockouts de TNA. Después de que Gail Kim dejara el título vacante por una lesión, el 9 de octubre en Impact Wrestling, derrotó a Jade en un Six Sides of Steel Match, ganando el vacante Campeonato de Knockouts de TNA.

#### 2017-presente
En TNA One Night Only: Live 2017, derrotó a Sienna, reteniendo el título. Tras esto, resurgió su rivalidad con Jade. El 8 de enero en Impact Wrestling, derrotó a Jade en un Monster's Ball Match. El 12 de enero en Impact Wrestling, nuevamente derrotó a Jade en un Last Woman Standing Match, terminando así su rivalidad. Mantuvo una racha invicta ante las siguientes defensas. Tras la disolución de Decay, Rosemary mantuvo una sólida carrera.
El 25 de mayo en Impacto Wrestling , Rosemary salvó a Allie cuando ésta era atacada por Laurel Van Ness y Sienna . En las siguientes semanas, Rosemary salía para defender a Allie, cambiando a face y formando el equipo Demon x Bunny. El 8 de junio en Impact Wrestling, derrotó a Laurel Van Ness, reteniendo su título. Tras esto, fue atacada por Sienna pero Allie salió para defenderla. Tras esto, se anunció que Rosemary se enfrentaría ante Sienna en Slammiversary XV donde la ganadora de la lucha, unificaría el Campeonato de Knockouts de Rosemary con el Campeonato Femenino de la GFW de Sienna.
Tuvo una breve rivalidad con Taya Valkyrie donde estás dos se atacaban mutuamente al final tuvieron una lucha sin descalificación en la cual Rosemary logró ganar. En las siguientes semanas inició un feudo con Sun Yung ya que está última atacaba a Allie en lo cual Yung encerró a Rosemary en un ataúd para suspender la rivalidad debido a una lesión legítima de Ligamento cruzado anterior en un evento independiente.
Durante el tiempo que estuvo lesionada, su compañera Allie siguió el feudo con Yung, hasta que sucumbió ante ella, cambiando a heel y renombrandose como Dark Allie. El 6 de enero de 2019, Rosemary regresó para salvar a Kiera Hogan del ataque de Dark Allie y Yung. El 8 de marzo, Rosemary reclutó a Hogan y a Jordynne Grace para enfrentarse a Yung, Allie y a una de las "Undead Brides"(Novia No Muerta) en donde el primer equipo salió victorioso, llevándose consigo a Dark Allie para tratar de purgarla. El 29 del mismo mes, Yung intentó atacar a Rosemary, sin embargo hirió gravemente  (kayfabe) a Dark Allie. Esta, tras purgarse, "falleció" en brazos de Rosemary (como consecuencia de la salida de Allie de Impact).
El feudo entre Rosemary y Yung prosiguió, en las semanas siguientes intento convencer a Hogan de unirse a ella para vengar a Allie.
En el Impact! del 13 de octubre, junto a Taya Valkyrie derrotaron a Kiera Hogan & Tasha Steelz y a Havok & Nevaeh en una Triple Threat Tag Team Match, la siguiente semana en Impact!, derrotó a Havok.
En Hard To Kill, junto a Crazzy Steve derrotaron a Tenille Dashwood & Kaleb with K.
El 18 de julio de 2021 Rosemary junto a Havok lograron ganar los Campeonatos Femeniles en Parejas de Impact ante Fire 'N Flava (Kiera Hogan y Tasha Steelz en Slammiversary integrando finalmente a Havok como parte de Decay. Así mismo los defenderían ante estas el 22 de julio de 2021.
Durante los siguientes episodios fueron atacadas por Tasha Steelz y su nueva compañera Savannah Evans para incluso robarse los títulos. Tendrían su defensa el 18 de septiembre de 2021 en Impact Wrestling Victory Road en donde retuvieron exitosamente.
Más tarde defendieran así mismo los títulos el 9 de octubre de 2021 ante The influence (Tenille Dashwood & Madison Rayne) en el evento principal de Knockouts Knockdown).
En Hard To Kill, se enfrentó a  Lady Frost, Alisha (quien estaba reemplazando a Rachael Ellering), Tasha Steelz, Chelsea Green y a Chelsea Green en la primera Knockouts Ultimate X Match por una oportunidad por el Campeonato de Knockouts de Impact, sin embargo perdió.

### Lucha Libre AAA Worldwide (2017)
El 26 de agosto, Rosemary hizo su debut en AAA en Triplemanía XXV en donde se enfrentó a Sexy Star, Lady Shani y Ayako Hamada por el Campeonato Reina de Reinas de AAA, sin embargo salió derrotada. Durante la lucha se aprecia como Star y Rosemary mantienen riñas Shoot entre ellas, inclusive Star también comenzó a tener problemas con Shani y Hamada, Rosemary terminó siendo sometida por Star con una palanca al brazo, sin embargo está en vez de soltarla la lesionó con intención y comenzó a golpearla en la cara. Al causar furor en el mundo de la lucha libre, Star fue atacada por un sinnúmero de luchadores y luchadoras, acusándola de poco profesional y mala compañera, derivando en el despido de Star tanto de AAA como de Lucha Underground.

## En lucha
- Movimientos finales
  - The Red Wedding (Fireman's carry facebuster)

(Spear) 
- '"Movimientos'"
  - "Missile Dropkick"
  - Poison Mist
- Managers
  - Abyss
  - Crazzy Steve
  - Allie

## Campeonatos y logros
- Acclaim Pro Wrestling
  - APW Tag Team Championship (1 vez) – con KC Spinelli[7]
  - APW Women's Championship (1 vez)[8]

- Atomic Revolutionary Wrestling
  - ARW Bombshells Championship  (1 vez)[9]

- Bellatrix Female Warriors
  - Bellatrix World Championship (1 vez)

- Great Canadian Wrestling
  - GCW W.I.L.D. Championship (1 vez)

- nCw Femmes Fatales
  - nCw Femmes Fatales Championship (1 vez)[10]

- Pure Wrestling Association
  - PWA Canadian Elite Women's Championship (1 vez)[11]

- Smash Wrestling
  - Smash Women's Championship (1 vez)

- Shimmer Women Athletes
  - Shimmer Tag Team Championship (1 vez) – con Sara Del Rey.

- Total Nonstop Action / Impact Wrestling
  - TNA/Impact Knockouts Championship (1 vez)
  - Impact Knockouts Tag Team Championship (4 veces) - con Havok (1) y Taya Valkyrie (1, actual)

- Tri-City Wrestling
  - TCW Women's Championship (1 vez)

- Pro Wrestling Illustrated
  - Situada en el N°13 en los PWI Female 50 de 2017
  - Situada en el N°22 en el PWI Female 100 en 2018
  - Situada en el N°21 en el PWI Female 100 en 2019